# Roman Anoshkin
Roman Anoshkin –en ruso, Роман Аношкин– (Púshkino, 31 de agosto de 1987) es un deportista ruso que compite en piragüismo en la modalidad de aguas tranquilas.
Participó en los Juegos Olímpicos de Río de Janeiro 2016, obteniendo una medalla de bronce en la prueba de K1 1000 m. En los Juegos Europeos de Minsk 2019 obtuvo una medalla de bronce en la prueba de K2 1000 m.
Ganó una medalla de bronce en el Campeonato Mundial de Piragüismo de 2015 y una medalla de plata en el Campeonato Europeo de Piragüismo de 2016.

## Palmarés internacional
| Juegos Olímpicos   | Juegos Olímpicos        | Juegos Olímpicos  | Juegos Olímpicos |
| Año                | Lugar                   | Medalla           | Competición      |
| ------------------ | ----------------------- | ----------------- | ---------------- |
| 2016               | Río de Janeiro (Brasil) | Medalla de bronce | K1 1000 m        |
| Campeonato Mundial |                         |                   |                  |
| Año                | Lugar                   | Medalla           | Competición      |
| 2015               | Milán (Italia)          | Medalla de bronce | K1 500 m         |
| Juegos Europeos    |                         |                   |                  |
| Año                | Lugar                   | Medalla           | Competición      |
| 2019               | Minsk (Bielorrusia)     | Medalla de bronce | K2 1000 m        |
| Campeonato Europeo |                         |                   |                  |
| Año                | Lugar                   | Medalla           | Competición      |
| 2016               | Moscú (Rusia)           | Medalla de plata  | K4 1000 m        |